# Conceyu Abiertu pola Oficialidá

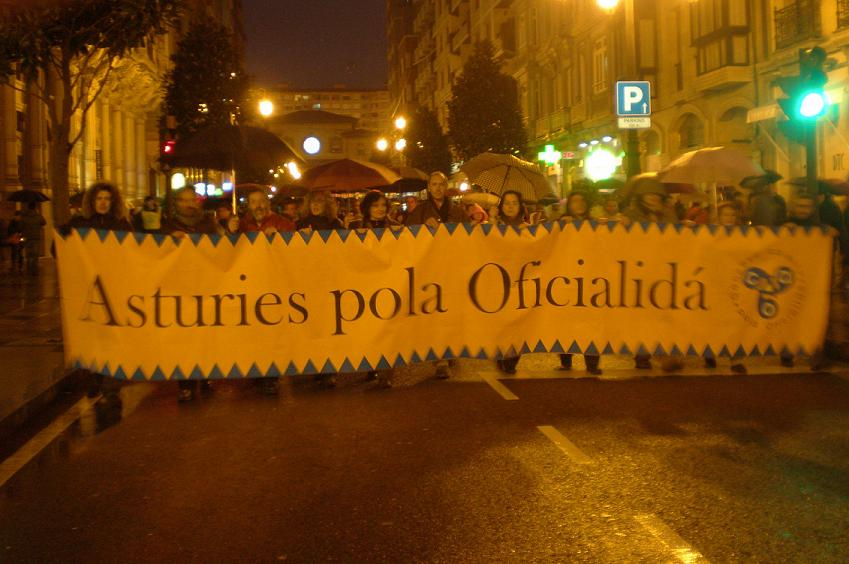
Capçalera de l'última manifestació per l'oficialitat de l'asturià.

El Conceyu Abiertu pola Oficialidá (CAO) és una plataforma apolítica d'associacions, sindicats, partits i persones que té com a objectiu l'oficialitat de l'asturià, fundada el juny de 2004. Aquesta plataforma va sorgir per a treballar en pro que l'asturià estigui present en la pròxima reforma de l'Estatut d'Autonomia d'Astúries. El CAO va ser creat per la Xunta Pola Defensa de la Llingua Asturiana i en l'actualitat està protegit per més d'un centenar d'organitzacions polítiques (IU, Bloque por Asturies, Izquierda Asturiana, Partíu Asturianista…), sindicals (CCOO, UGT, USO…), culturals, professionals, cíviques, esportives, etc.
Segons declaren, el CAO deixarà d'existir el dia que l'asturià aconsegueixi l'oficialitat. Mentrestant, van a desenvolupar «un treball pedagògic i de conscienciació social» perquè l'oficialitat es converteixi en «inexcusable» i sigui portada a terme des d'un ampli consens social, «que ja existeix». En l'any 2006, el CAO comença una iniciativa denominada Caravana pola Oficialidá, en la qual es desplaça una caravana per les principals localitats de cada concejo asturià explicant als habitants de les mateixes la situació de la llengua i la postura de l'organització. La principal motivació de la Caravana és expandir la reivindicació lingüística més enllà dels grans nuclis urbans. Té com principal representant a Fernando Ornosa.